# Evolvulus linoides
Evolvulus linoides är en vindeväxtart som beskrevs av Stefano Moricand. Evolvulus linoides ingår i släktet Evolvulus och familjen vindeväxter. Inga underarter finns listade i Catalogue of Life.